# 毛枝珊瑚冬青
毛枝珊瑚冬青（学名：Ilex corallina var. pubescens）为冬青科冬青屬下的一个变种。

## 扩展阅读
- 維基物種上的相關：毛枝珊瑚冬青